# Whanaki (rivière)
La rivière Whanaki  (en anglais : Whanaki River) est un cours d’eau de la région d’Auckland dans l’Île du Nord de la Nouvelle-Zélande.

## Géographie
Elle s’écoule vers le sud-ouest à partir de son origine près de la ville de Wellsford pour atteindre la rivière Tauhoa, une branche du mouillage de Kaipara Harbour.